# Hermann Giessler

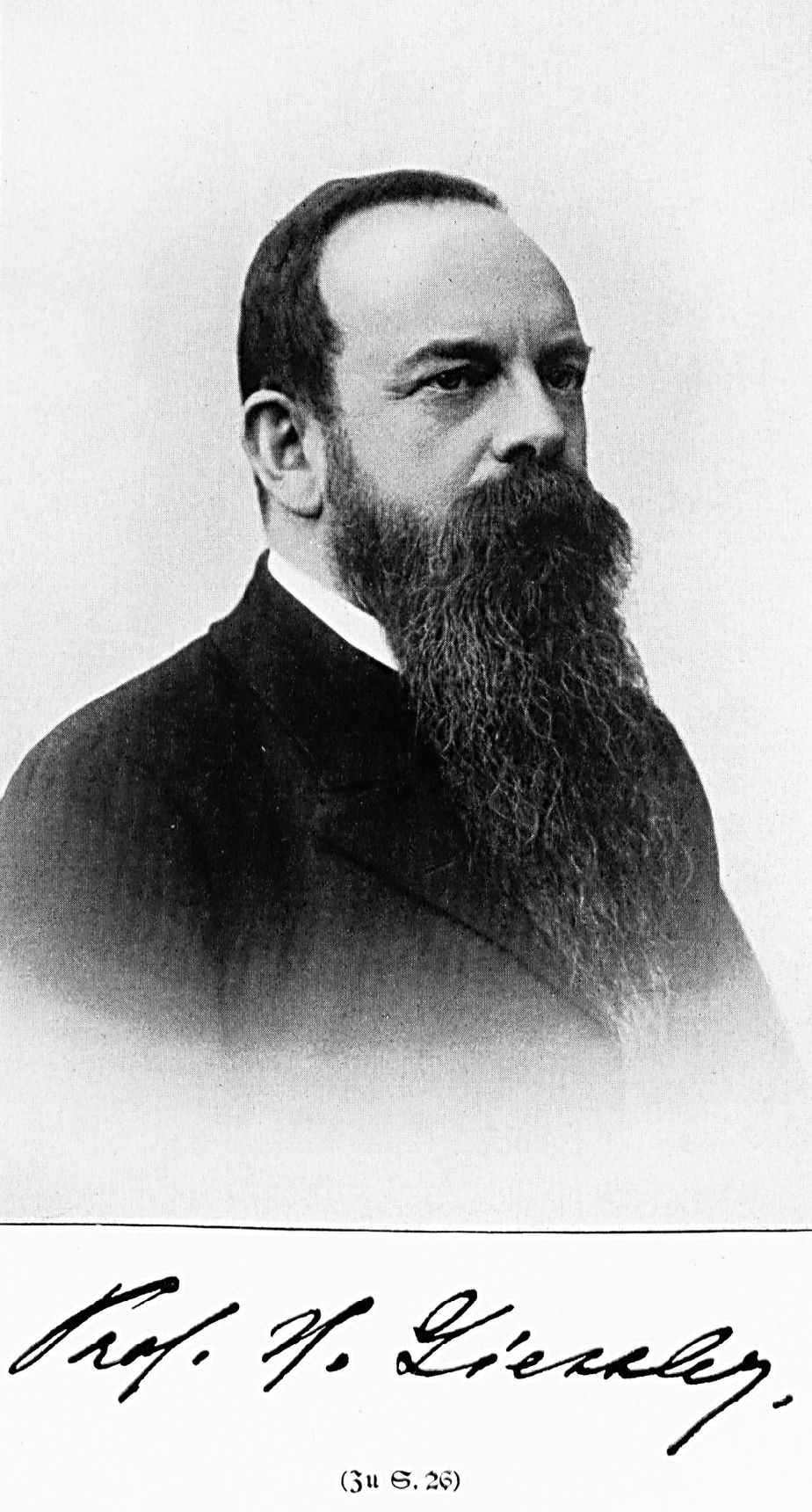
Hermann Giessler

Hermann Giessler (* 31. März 1848 in Konstanz; † 30. November 1907 in Tübingen) war ein deutscher Chemiker. 

## Leben
Giesslers Vater war Apotheker. Hermann Giessler besuchte das Gymnasium in Konstanz und studierte am Collége impériale in Remiremont. Von 1863 bis 1867 machte er eine pharmazeutische Lehre bei einem Apotheker in Karlsruhe und besuchte gleichzeitig naturwissenschaftliche Vorträge am Großherzoglichen Polytechnikums in Karlsruhe. In seiner Konditionszeit als Apothekengehilfe in den Jahren 1867 und 1868 besuchte er Kurse an der Universität Genf. Seine Konditionszeit beendete er in Nizza. Den Deutsch-Französischen Krieg machte er als Krankenpfleger und Depotverwalter mit und wurde mehrfach ausgezeichnet. Anschließend setzte er sein pharmazeutisches Studium an den Universitäten München und Leipzig fort. In Leipzig legte er sein pharmazeutisches Staatsexamen ab. Anschließend verwaltete er eine Apotheke in Berga an der Elster, bevor er als Assistent und Repetent am chemisch-technischen Laboratorium in Stuttgart anfing. Von 1874 bis zu seiner Pensionierung 1907 war er dann Lehrer für Chemie, Baumaterialienkunde und Gewerbehygiene an der Baugewerkschule in Stuttgart. Von 1895 bis 1906 saß er im Vorstand des Stuttgarter Gewerbevereins und des Verbands der württembergischen Gewerbevereine.
Giessler war für die Deutsche Partei aktiv und kandidierte für sie mehrmals bei Reichstags- und Landtagswahlen.
Giessler war daneben Mitglied in der Stuttgarter Freimaurer-Loge "Zu den drei Cedern".

## Veröffentlichungen
- Abriss der allgemeinen Warenkunde. Stuttgart 1879.
- Hrsg.: Veröffentlichungen aus dem Gebiet der Materialprüfungen der Technik. Bielefeld, Freiburg i.Br. ca. 1910.